# يوم ذكرى الدستور
يوم ذكرى الدستور (憲法記念日، Kenpō Kinenbi) هو يوم عطلة رسمية في اليابان. يُعقد في 3 مايو احتفالًا بسن دستور اليابان لعام 1947. إنه جزء من مجموعة الأعياد المعروفة باسم الأسبوع الذهبي.